# Guillermo González Gilbey
Guillermo González Gilbey   (1926 - 12 de juliol de 1987) fou el fundador de l'Institut Guttmann.
Va patir un accident de trànsit que el va deixar tetraplègic l'any 1958. Per tal de rebre l'assistència mèdica i rehabilitadora adequada, el Sr. González Gilbey va haver de ser traslladat a Anglaterra on, gràcies a les noves tècniques desenvolupades pel doctor Guttmann, va poder adquirir, en menys d'un any, el grau de rehabilitació necessari per ser un home novament emprenedor, tot i les grans limitacions físiques i l'obligada cadira de rodes. Quan va tornar a Barcelona, va crear un centre hospitalari especialitzat que pogués proporcionar als paraplègics i tetraplègics l'assistència sanitària i el tractament de rehabilitació que ell va rebre a l'estranger.
El 27 de novembre de 1965, va inaugurar a Barcelona el primer hospital d'Espanya dedicat al tractament i la rehabilitació integral de les persones afectades per lesions medul·lars. Aquest primer centre es va construir a l'antic Hospital de la Magdalena, situat al barri de la Sagrera de Barcelona que, en aquell moment, no s'estava utilitzant, i es va adaptar per fer realitat aquest projecte.
El nou hospital va rebre el nom d'Institut Guttmann en honor del Dr. Sir Ludwig Guttmann el qual, després de la Segona Guerra Mundial, i en veure les desoladores conseqüències dels lesionats medul·lars, va instaurar unes bases renovadores per al seu tractament i rehabilitació.